# Panzerlied
Il Panzerlied è stato l'inno dei carristi della Wehrmacht durante la Germania nazista e venne usato anche dalla Bundeswehr della Germania fino al 2017.

## Storia
Le origini dell'inno scritto nel 1933 da Kurt Wiehle risalgono alla Germania nazista, durante la quale venne creata la forza corazzata tedesca, la Panzerwaffe. La musica però venne presa dalla canzone Luiska-Lied (Wohl über den Klippen) della Kriegsmarine. All'epoca l'inno, utilizzato anche per propaganda bellica, si componeva di tre strofe ed è stato resa celebre per il suo inserimento parziale nel film la battaglia dei giganti; venne poi ripreso dalla ricostituita Bundeswehr e riadottato come inno dei carristi, ma purgato di una strofa considerata troppo nazionalistica; rimase utilizzato fino al 2017 quando venne eliminato dall'allora ministro della difesa Ursula von der Leyen, che inoltre proibì alla Bundeswehr di stampare libri con marce militari, ai fini della denazificazione delle forze armate tedesche.
Ne esistono varie versioni in molti paesi del mondo, tutte come inni di forze corazzate esistenti. Tra queste la versione brasiliana Canção da Tropa Blindada, quella cilena, quella dell'esercito sud-coreano 충성전투가(Chungsŏng jŏntuga). Ne esiste anche una versione usata nell'anime giapponese Girls und Panzer.
La canzone è cantata da alcune unità motorizzate e paracadutiste dell'esercito italiano, in particolare dalla brigata paracadutisti Folgore con il titolo di "Sui Monti e Sui Mar". In Francia, il testo è stato leggermente adattato per diventare la Marche des Chars utilizzata dal 501e régiment de chars de combat.  La metà della canzone è stata utilizzata per la canzone patriottica namibiana, Das Südwesterlied.